# Mitella

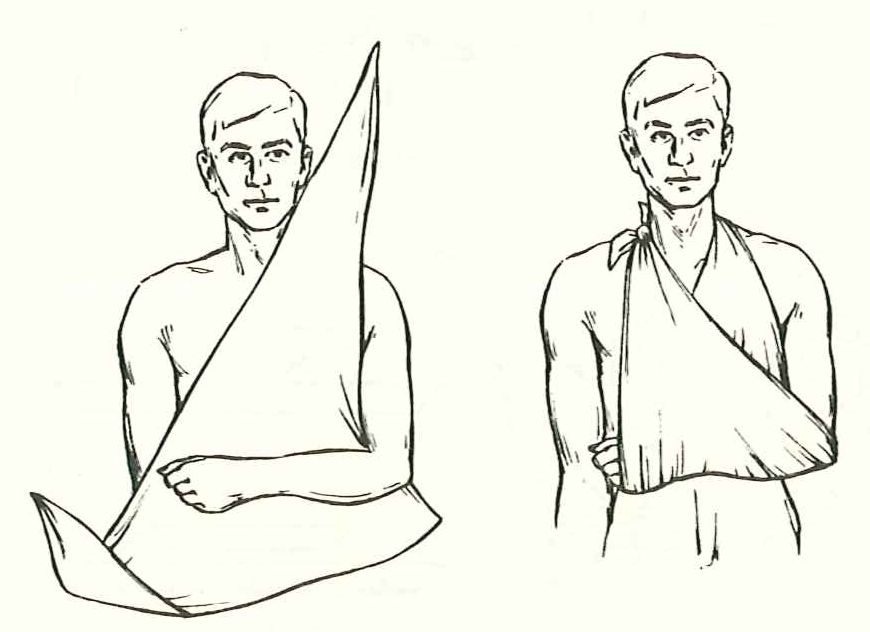
Mitella

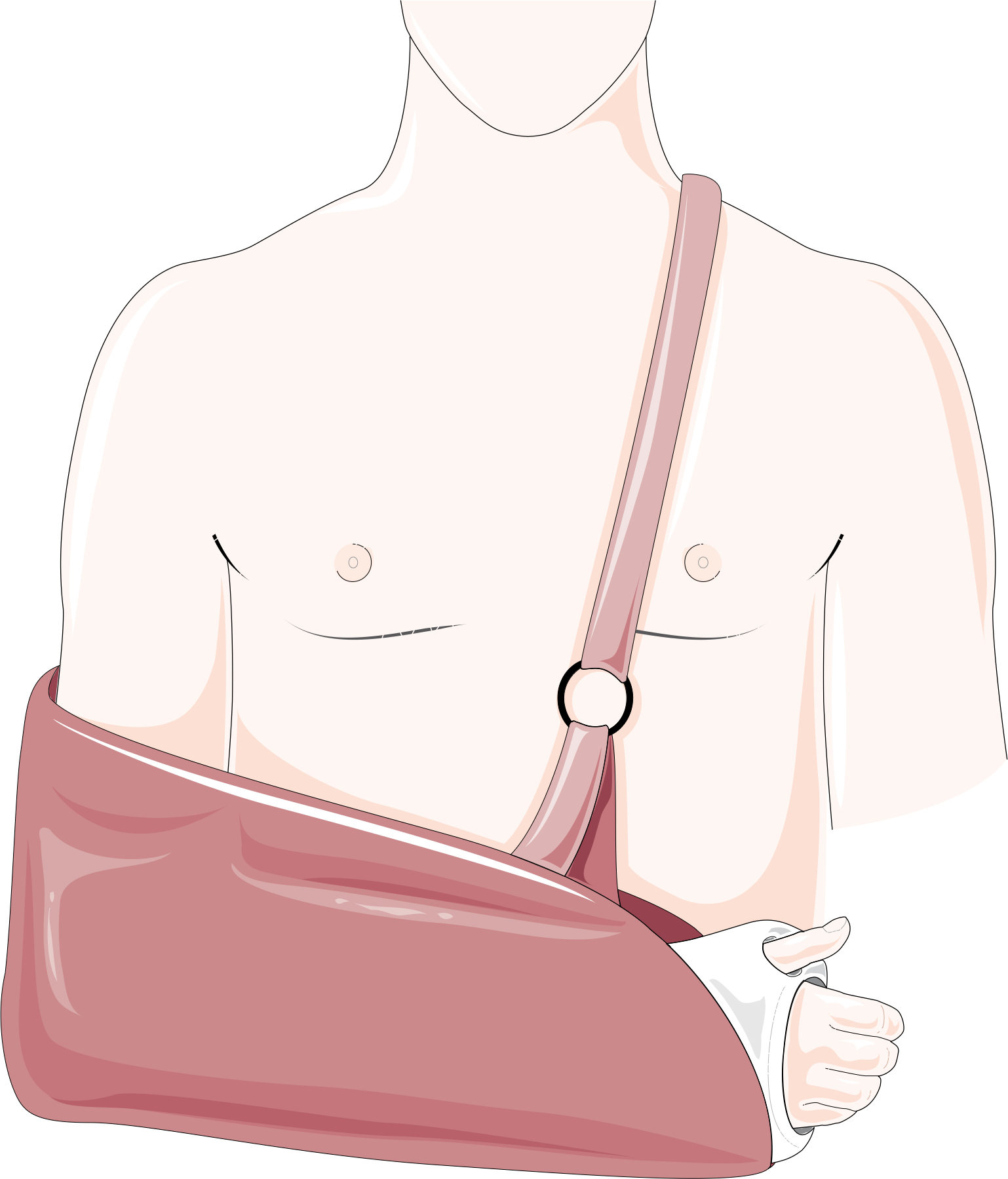
Ook dit soort middelen worden tegenwoordig wel 'mitella' genoemd.

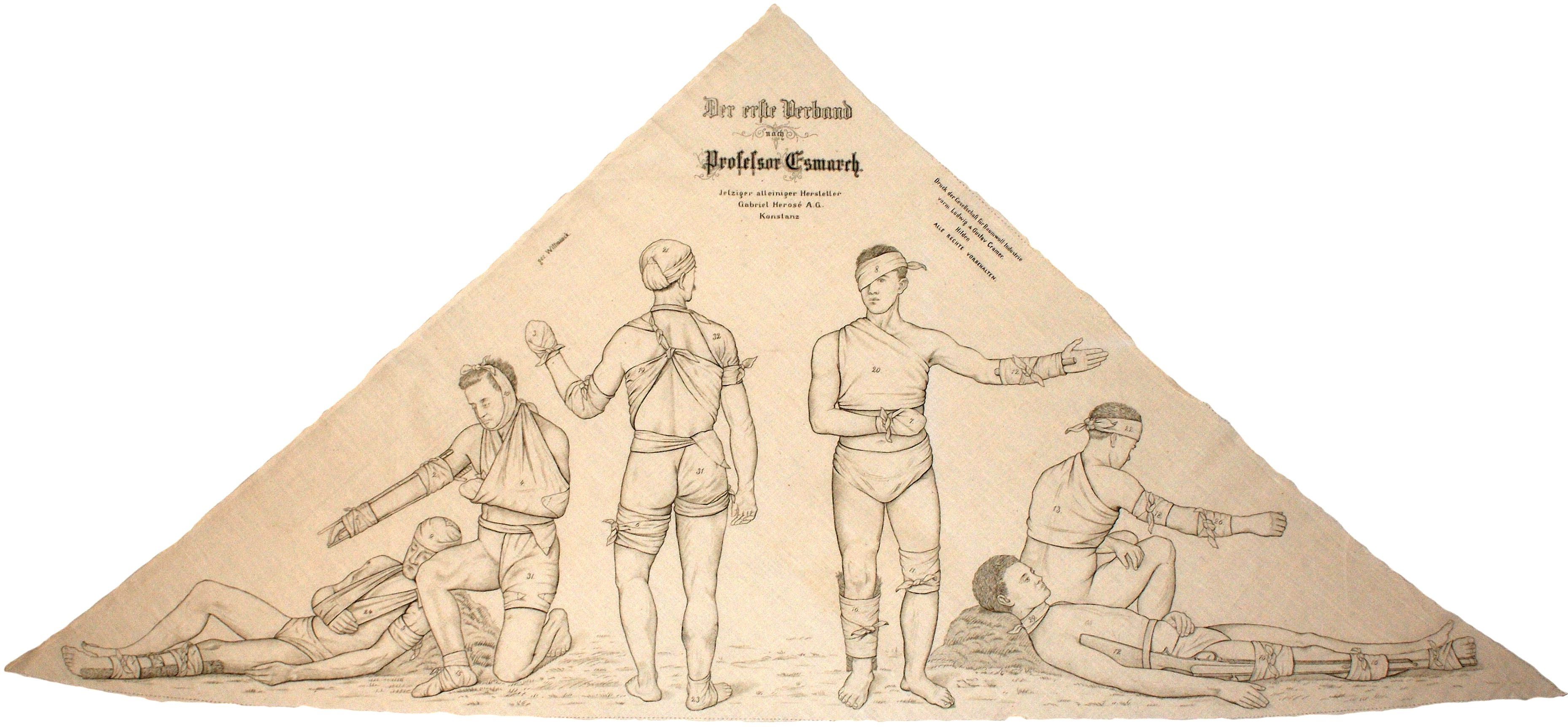
Esmarchs driekante doek voor soldaten met opgedrukte instructies van de gebruiksmogelijkheden

Een mitella is een driekante (ook wel: driehoekige) doek die dichtgeknoopt om de nek gehangen wordt, met als doel de onderarm, hand of pols bij een blessure of een verwonding rust te geven en te ondersteunen.
Een mitella wordt gedragen bij een kneuzing, botbreuk, verstuiking of (snij)wond.
Een driekante doek is meestal gemaakt van katoen of vlieseline en heeft meestal een formaat van 96 × 96 × 136 cm.
Wanneer de bovenarm of schouder geblesseerd of verwond is, wordt géén mitella maar een slechts enkele centimeters brede 'brede das' (of voor kinderen een 'smalle das') gebruikt, die wordt gevouwen van dezelfde driekante doek.
Het Oranje Kruis schrapte in 2016 het gebruik van de driekante doek uit de Nederlandse Richtlijnen Eerste Hulp en de 27e druk van Het Oranje Kruisboekje, omdat de doek het slachtoffer in een bepaalde houding dwingt en het aanbrengen ervan juist vaak pijn zou veroorzaken.
De bedenker van de driekante doek was de Duitse chirurg Friedrich von Esmarch (1823-1908), wiens EHBO-richtlijnen de voorloper van Het Oranje Kruisboekje vormden.

## Etymologie
Het woord 'mitella' komt uit het Latijn en is de verkleingingsvorm van het woord 'mitra' (mijter), dat op zijn beurt is ontleend aan het Oudgriekse μίτρα (mítrā): ‘hoofdband, tulband'. Het heeft oorspronkelijk betrekking op hoofdbanden van Griekse vrouwen. Het woord werd voor zover bekend in het Nederlands in deze betekenis voor het eerst gebruikt in 1858: "Een band, waarin een gewonde arm gedragen wordt."